# Município de Scipio (condado de Meigs, Ohio)
O município de Scipio (em inglês: Scipio Township) é um município localizado no condado de Meigs no estado estadounidense de Ohio. No ano de 2010 tinha uma população de 1.318 habitantes e uma densidade populacional de 13,53 pessoas por km².

## Geografia
O município de Scipio encontra-se localizado nas coordenadas 39° 09′ 08″ N, 82° 08′ 24″ O. Segundo o Departamento do Censo dos Estados Unidos, o município tem uma superfície total de 97.4 km², da qual 97,4 km² correspondem a terra firme e (0 %) 0 km² é água.

## Demografia
Segundo o censo de 2010, tinha 1.318 habitantes residindo no município de Scipio. A densidade populacional era de 13,53 hab./km². Dos 1.318 habitantes, o município de Scipio estava composto pelo 98,94 % brancos, o 0,08 % eram afroamericanos, o 0,08 % eram amerindios, o 0,23 % eram asiáticos e o 0,68 % eram de uma mistura de raças. Do total da população o 0,08 % eram hispanos ou latinos de qualquer raça.